# 錫爾伯鋒
47°03′23″N 9°10′45″E / 47.056348°N 9.179175°E
錫爾伯鋒（Silberspitz），是瑞士的山峰，位於該國東部，處於格拉魯斯州和聖加侖州接壤的邊界，屬於格拉魯斯山的一部分，海拔高度2,236米，每年平均降雨量1,954毫米。